# Jean Harlow

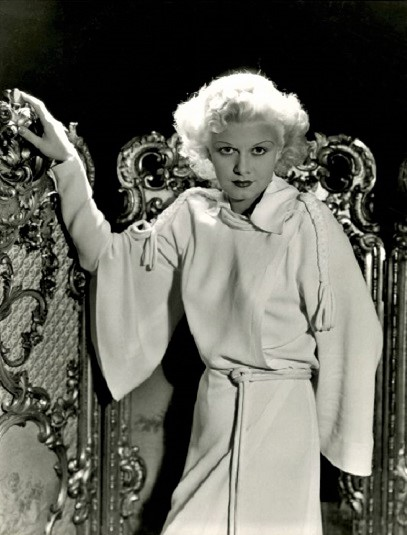
Jean Harlow (Foto von Elmer Russell Ball, 1934)

Jean Harlow (* 3. März 1911 in Kansas City, Missouri; † 7. Juni 1937 in Los Angeles, Kalifornien; gebürtig Harlean Harlow Carpenter) war eine US-amerikanische Schauspielerin, die in den 1930er-Jahren zu den beliebtesten Schauspielerinnen Hollywoods zählte. Jean Harlow gilt heute als der Prototyp der blonden Sexbombe, die den Weg für andere blonde Schauspielerinnen wie Lana Turner und Marilyn Monroe ebnete.

## Leben
Harlean Carpenter war die Tochter von Mont Clair Carpenter (1877–1974), einem erfolgreichen Zahnarzt, und Jean Poe Carpenter (1891–1958), geborene Harlow. Nach der Scheidung zog die Mutter mit ihrer jungen Tochter nach Hollywood, nach einer zweiten Heirat zog sie mit ihrer Familie nach Chicago. Während ihrer gesamten Kindheit litt Jean an einem schlechten Gesundheitszustand. Mit 16 Jahren brannte Jean Harlow mit dem jungen Geschäftsmann Charles McGrew durch, um ihn zu heiraten. Das junge Paar ging nach Los Angeles, wo Jean rasch Statistenrollen und kleinere Engagements bekam. Ab 1928 spielte sie bereits regelmäßig in Kurzfilmen. So trat sie in den Hal-Roach-Comedykurzfilmen neben Oliver Hardy und Stan Laurel auf. Ihren Durchbruch als Star hatte sie 1930, als der Filmproduzent Howard Hughes große Teile seines zuerst als Stummfilm begonnenen Films Höllenflieger als Tonfilm neu drehte. Dabei wurden auch sämtliche Szenen mit der bisherigen Hauptdarstellerin Greta Nissen mit Jean Harlow neu inszeniert. Im Film spricht Harlow auch einen der berühmtesten Sätze der Filmgeschichte:

“Would you be shocked if I put on something more comfortable?”

„Wären Sie schockiert, wenn ich etwas Bequemeres anziehe?“

Dieser Dialog produzierte einen gehörigen Skandal. Auch die nachfolgenden Filme waren wenig geeignet, aus Jean Harlow einen großen Star zu machen. Eine Ausnahme bildete 1931 Frank Capras Vor Blondinen wird gewarnt, in dem sie als reiche, verzogene Erbin gemeinsam mit Loretta Young um denselben Mann konkurriert. Erstmals zeigte Harlow darin auch ihr komödiantisches Talent. 1932 übernahm MGM ihren Vertrag von dem Filmproduzenten Howard Hughes und bereits mit ihrem zweiten Film für MGM, der Komödie Feuerkopf, begann ihr Aufstieg zum Topstar. Der Film war für die damalige Zeit so gewagt, dass er in England von der Zensur verboten wurde. Im selben Jahr spielte Harlow zum zweiten Mal neben Clark Gable in dem Abenteuerfilm Dschungel im Sturm. Der Film wurde noch vor dem Inkrafttreten des Hays Code gedreht und konnte daher in seiner Schilderung erotischer Situationen relativ weit gehen. Harlow und Gable hatten bereits 1931 in dem Film The Secret Six zusammen vor der Kamera gestanden. Nach Dschungel im Sturm spielten sie in vier weiteren Filmen als Leinwandpaar.
Die Ehe mit Charles McGrew wurde 1931 geschieden und im darauffolgenden Jahr heiratete Jean Harlow Paul Bern, einen engen Vertrauten des Produzenten Irving Thalberg. Paul Bern beging zwei Monate nach der Hochzeit Selbstmord. Dem Studio gelang es, einen Skandal zu verhindern. Von 1933 bis 1935 war sie mit dem Kameramann Harold Rosson verheiratet. Nach 1933 spielte sie häufig gemeinsam mit William Powell und beide wurden auch privat ein Paar. Nach dem großen Erfolg der Gesellschaftskomödie Dinner um acht, in der sie in einer Starbesetzung neben Marie Dressler und John Barrymore auftrat, übernahm sie die Hauptrolle in Sexbombe, einer Satire über das Filmgeschäft und die Skandalpresse. Harlow spielt Lola Burns, einen platinblonden Hollywoodstar, der genug hat von den Marotten der Presse und der Filmindustrie und sich ein ruhiges Leben als Hausfrau und Mutter wünscht. In dem Film spielt sie mehr oder weniger sich selbst. Harlow war in der Folgezeit gleichermaßen in Komödien zu sehen. Zu ihren bekanntesten Filmen zählen Seine Sekretärin mit Clark Gable und Myrna Loy aus dem Jahr 1935 und Lustige Sünder, in dem neben William Powell und Spencer Tracy erneut Myrna Loy als Co-Star auftrat. Daneben war Harlow auch in Abenteuerfilmen wie Abenteuer im Gelben Meer neben Clark Gable und Wallace Beery zu sehen. Anfang 1937 erschien sie auf dem Titel des Magazins Life.
Jean Harlow starb mit 26 Jahren im Juni 1937 überraschend während der Dreharbeiten zu Saratoga an einer Vergiftung aufgrund von Nierenversagen. Sie wurde auf dem Forest Lawn Memorial Park in Glendale, Kalifornien, beigesetzt.
Harlows Tod hatte weitere Folgen für die Filmgeschichte. Ursprünglich wollte MGM Shirley Temple von 20th Century Fox für die MGM-Verfilmung von Der Zauberer von Oz verpflichten. Im Gegenzug erklärte sich MGM gegenüber 20th Century Fox bereit, die MGM-Spitzenstars Clark Gable und Jean Harlow für die Verfilmung von Chicago auszuleihen. So aber bekam Judy Garland, Vertragsschauspielerin bei MGM, die Hauptrolle in Der Zauberer von Oz.

## Rezeption
Harlows Leben wurde 1965 zweimal verfilmt, beide Male unter dem Titel Harlow. Der erste Film unter Regie von Alex Segal erschien im Mai 1965 mit Carol Lynley in der Hauptrolle, der zweite einen Monat später mit Carroll Baker unter Regie von Gordon Douglas. Während der Film von Segal nicht in Deutschland gezeigt wurde, kam der von Douglas am 24. September 1965 unter dem Titel Die Welt der Jean Harlow in die bundesdeutschen Kinos. 2004 verkörperte Gwen Stefani die Rolle der Jean Harlow in Aviator.
1970 interpretierte der österreichische Künstler André Heller das Lied Guten Morgen, Jean Harlow, wie war die Nacht?

## Filmografie (Auswahl)
- 1928: Honor Bound (Unbestätigt)

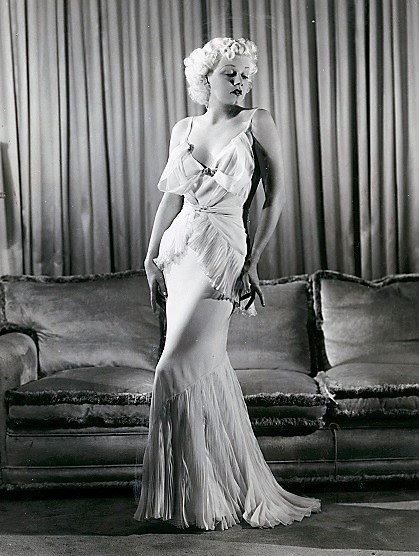
Jean Harlow (Foto von Elmer Russell Ball, 1937)

- 1928: Moran of the Marines (Verschollen)
- 1928: Chasing Husbands (Kurzfilm)
- 1929: Fugitives
- 1929: Why Be Good?
- 1929: Why Is a Plumber?
- 1929: Close Harmony
- 1929: The Unkissed Man (Kurzfilm)
- 1929: Der Prinz im Fahrstuhlschacht (Double Whoopee) (Kurzfilm)
- 1929: Thundering Toupees (Kurzfilm)
- 1929: Masquerade (Unbestätigt)
- 1929: Laurel und Hardy: Schnorrer (Bacon Grabbers) (Kurzfilm)
- 1929: The Saturday Night Kid
- 1929: This Thing Called Love
- 1929: Liebesparade (The Love Parade)
- 1929: Weak But Willing (Kurzfilm)
- 1929: New York Nights
- 1929: Laurel und Hardy: Die Sache mit der Hose (Liberty)
- 1930: Höllenflieger (Hell’s Angels)
- 1931: Lichter der Großstadt – Eine Komödien-Romance als Pantomime (City Lights)
- 1931: The Secret 6
- 1931: Der öffentliche Feind (The Public Enemy)
- 1931: The Iron Man
- 1931: Goldie
- 1931: Vor Blondinen wird gewarnt (Platinum Blonde)
- 1931: Laurel und Hardy: In der Wüste (Beau Hunks) (Kurzfilm)
- 1931: Three Wise Girls
- 1932: The Beast of the City
- 1932: Scarface
- 1932: Feuerkopf (Red-Headed Woman)
- 1932: Dschungel im Sturm (Red Dust)
- 1933: Ganovenbraut (Hold Your Man)
- 1933: Dinner um acht (Dinner at Eight)
- 1933: Sexbombe (Bombshell)
- 1934: Millionäre bevorzugt (The Girl from Missouri)
- 1935: Die öffentliche Meinung (Reckless)
- 1935: Abenteuer im Gelben Meer (China Seas)
- 1936: Riffraff
- 1936: Seine Sekretärin (Wife vs. Secretary)
- 1936: Suzy
- 1936: Lustige Sünder (Libeled Lady)
- 1937: Der Mann mit dem Kuckuck (Personal Property)
- 1937: Saratoga

## Filmdokumentationen
- Harlow: The Blonde Bombshell. TV-Dokumentation von Jom McQuade. USA 1993, Turner, 47 Minuten
- Intimate Portrait: Jean Harlow. TV-Dokumentation von Suju Vijayan. USA 1999, The Greif Company